# منتخب جنوب إفريقيا لكأس ديفيز
منتخب جنوب أفريقيا لكأس ديفيز (بالإنجليزية: South Africa Davis Cup team)‏ هو ممثل جنوب أفريقيا الرسمي في كرة المضرب في كأس ديفيز.